# Гайворонский, Вячеслав Борисович
Вячеслав Борисович Гайворонский (род. 19 июня 1947, Москва) — российский музыкант, труба, композитор, яркий представитель современного камерного джаза.

## Биография
Родился 19 июня 1947 года в Москве. Закончил специальную музыкальную школу. В 1970 году окончил Ленинградскую консерваторию по классу трубы. Там же занимался композицией у О. Евлахова и Б. Тищенко.
По распределению попал в Кемерово, где прожил много лет. Оставив профессиональное музицирование, в 1978 году заканчивает медицинский институт и становится хирургом, работая при этом в театре Музыкальной Комедии.
С 1978 года В. Гайворонский постоянно принимает участие в Симпозиумах «Новой музыки» в Новосибирске, играя в различных составах и предлагая слушателям свои композиции и делясь с ними своими идеями о развитии ладовых и гармонических систем и переосмыслением этих систем в плане фольклорной и классической музыки. Единый принцип организации ладов как основы для образования музыкальной ткани во всем множестве её проявлений Гайворонский описал в книге «У врат храма».

## Дискография

### В сборниках в СССР
1985 -  Джаз 84 - Вячеслав Гайворонский, труба. Владимир  Волков, контрабас. Три раги (отрывок). (СССР, Мелодия. 1985)

### Альбомы
- 1988 — Аванс прошлому (Вячеслав Гайворонский / Владимир Волков)
- 1990 — Русские песни (Вячеслав Гайворонский / Владимир Волков). (СССР, Мелодия)
- 1994 — Yankee Doodle Travels (Вячеслав Гайворонский / Владимир Волков). (Россия, SoLyd Records)
- 1997 — For Sergei Kuryokhin. (Россия, Long Arms Records)
- 1999 — Chonyi Together (Вячеслав Гайворонский / Эвелина Петрова). (Англия, Leo Records)
- 1999 — Postfactum (Vyacheslav Gayvoronsky Quintet). (Россия, SoLyd Records)
- 2001 — Неприютные песни (Вячеслав Гайворонский / Эвелина Петрова). (Россия, SoLyd Records)
- 2003 — Good Morning, Dear… (Вячеслав Гайворонский / Трикса Арнольд / Илья Комаров). (Россия, Pushkinskaya, 10)
- 2004 — Ceremony (Вячеслав Гайворонский / Андрей Кондаков, Владимир Волков, Владимир Тарасов). (Россия, Outline Records)
- 2005 — Delikatessen (Николай Судник / Вячеслав Гайворонский). (Россия, Long Arms Records)
- 2007 — Рождественский концерт (Вячеслав Гайворонский / Андрей Кондаков / Владимир Волков). (Россия, Bomba-Piter / Outline Records)
- 2007 — Caprichos. (Россия, ДОМ)
- 2008 — Ceremony 2 (Владимир Тарасов / Вячеслав Гайворонский / Андрей Кондаков / Владимир Волков). (Россия, Outline Records)
- 2009 — In Search Of A Standard (Вячеслав Гайворонский / Андрей Кондаков / Владимир Волков). (Англия, Leo Records)
- 2010 — Ceremony 3 (Андрей Кондаков / Вячеслав Гайворонский / Владимир Волков / Владимир Тарасов). (Россия, Outline Records)
- 2010 — Pieces for string trio and trumpet. (Англия, Leo Records)
- 2010 — Revelation (Vyacheslav Gaivoronsky / Alexander Ragazanov). (Россия, Bomba-Piter inc.)
- 2013 — Christmas Concert (Вячеслав Гайворонский / Moscow Contemporary Music Ensemble). (Россия, Fancymusic)
- 2013 — Around Silence (V. Guyvoronsky, N. Ahsan, D. Kucherov). (Англия, Leo Records)
- 2013 — Dodecameron (Борис Гребенщиков / Вячеслав Гайворонский). (Россия, Свободная культура)
- 2013 — Русские романсы. Посвящение Даргомыжскому (Вячеслав Гайворонский / Андрей Кондаков / Владимир Волков). (Россия, АртБит)
- 2014 — String Quartet (Россия, Fancymusic)

### Участие в сборниках
- 1989 — Document. New Music from Russia: the 80’s. CD 1. (Англия, Leo Records)
- 1998 — Orion Cup. The Last Sounds from The Last Cup. (Россия, Long Arms Records)
- 2001 — Golden Years of the Soviet New Jazz, Vol. 1, CD 1 Guyvoronsky / Volkov. (Англия, Leo Records)